# Административное деление Рио-де-Жанейро

Муниципалитет города на карте штата Рио-де-Жанейро

Муниципалитет города Рио-де-Жанейро до 2008 был разделён на 6 районов (субпрефектур, порт. subprefeituras). В мае 2010 была добавлена ещё одна субпрефектура — Остров Губернатора, и в настоящее время муниципалитет имеет в своём составе 7 субпрефектур: Бара-и-Жакарепагуа, Центр и исторический центр, Гранди-Тижука, Остров Губернатора, Южная зона, Западная зона, Северная зона. Субпрефектуры подразделяются на 33 административных района (порт. Regiões Administrativas, RAs), в которых, в свою очередь, выделяются исторические районы (порт. bairros), в настоящее время их выделяется 162.
| Субпрефектура              | Входящие административные районы | Названия административных районов | Исторические районы | Население (2016) | Уровень жизни населения                  |
| -------------------------- | -------------------------------- | --------------------------------- | --- | ---------------- | ---------------------------------------- |
| Бара-и-Жакарепагуа         | XVI                              | Жакарепагуа (порт.)               | Анил, Курисика, Фрегезия-ди-Жакарепагуа, Гардения-Азул, Жакарепагуа, Пешинша, Праса-Сека, Танке, Такуара и Вила-Валкейри                                                                                        | 648.056          | высший средний, средний и низший средний |
| Бара-и-Жакарепагуа         | XXIV                             | Бара-да-Тижука                    | Бара-да-Тижука, Каморим, Грумари, Итананга, Жоа, Рекрею-дус-Бандейрантис, Варжен-Гранди и Варжен-Пекуэна | 336.493          | высокий и высший средний                 |
| Бара-и-Жакарепагуа         | XXXIII                           | Сидади-ди-Деуш                    | Сидади-ди-Деуш | 50.411           | низкий                                   |
| Центр и исторический центр | I                                | Портовая зона                     | Кажу, Гамбоа, Санту-Кристу и Сауди | 48.664           | низший средний и низший                  |
| Центр и исторический центр | II                               | Центр                             | Центр, Глория и Лапа | 41.142           | средний                                  |
| Центр и исторический центр | III                              | Риу-Комприду                      | Катумби, Сидади-Нова, Эстасио и Риу-Комприду | 78.975           | средний и низший средний                 |
| Центр и исторический центр | XXIII                            | Санта Тереза                      | Санта-Тереза | 40.926           | высший средний и средний                 |
| Центр и исторический центр | VII                              | Империал                          | Бенфика, Мангейра, Сан-Кристован и Васко да Гама | 84.908           | низший средний и низший                  |
| Центр и исторический центр | XXI                              | Пакета                            | Пакета | 3.361            | средний                                  |
| Гранди-Тижука              | VIII                             | Тижука                            | Алту-да-Боа-Виста, Праса-да-Бандейра и Тижука | 183.810          | высший средний и средний                 |
| Гранди-Тижука              | IX                               | Вила-Изабел                       | Андараи, Гражау, Маракана и Вила-Изабел | 189.310          | высший средний и средний                 |
| Остров губернатора         | XX                               | Остров губернатора                | Университетский городок и 14 районов Острова губернатора: Банкариос, Какуя, Кокота, Фрегезия, Галеан, Жардин-Кариока, Жардин-Гуанабара, Монеро, Питангейрас, Португеза, Прая-да-Бандейра, Рибейра, Тауа и Зумби | 204.610          | высший средний, средний и низший средний |
| Южная зона                 | IV                               | Ботафогу                          | Ботафогу, Катете, Косме-Велью, Фламенго, Умайта, Ларанжейрас и Урка | 239.729          | высший и высший средний                  |
| Южная зона                 | V                                | Копакабана                        | Копакабана и Леми | 161.191          | высший и высший средний                  |
| Южная зона                 | VI                               | Лагоа                             | Гавиа, Ипанема, Жардин-Ботанику, Лагоа, Леблон, Сан-Конраду, Видигал | 167.774          | высший и высший средний                  |
| Южная зона                 | XXVII                            | Росинья                           | Росинья | 69.356           | низший средний и низший                  |
| Северная зона              | X                                | Рамус                             | Бонсусесу, Мангиньюс, Олария, Рамус | 153.177          | низший средний и низший                  |
| Северная зона              | XI                               | Пенья                             | Брас-ди-Пина, Пенья, Пенья-Сиркулар | 144.810          | низший средний и низший                  |
| Северная зона              | XII                              | Инаума                            | Дел-Кастилью, Энженью-да-Раинья, Инаума, Ижиенополис, Мариа-да-Граса, Tомас Коэльо | 138.472          | низший средний                           |
| Северная зона              | XIII                             | Гранди-Мейер                      | Аболисан, Агуа Санта, Кашамби, Энкантаду, Энженью-ди-Дентру, Энженью-Нову, Жакаре, Линс-ди-Васконселус, Мейер, Пиедаде, Пиларес, Риашуэлу, Роша, Сампаю, Сан-Франсиску-Шавиер, Тодус-ус-Сантус                  | 463.639          | низший средний и низший                  |
| Северная зона              | XIV                              | Иража                             | Колежиу, Иража, Висенти-ди-Карвалью, Вила-да-Пенья, Вила-Космос, Виста-Алегри | 261.442          | низший средний и низший                  |
| Северная зона              | XV                               | Мадурейра                         | Бенту-Рибейру, Кампинью, Каскадура, Кавалканти, Энженьейру-Леал, Онориу-Гуржел, Мадурейра, Марешал-Эрмис, Освалду-Крус, Кинтину-Бокаюва, Роша-Миранда, Туриасу, Вас-Лобу                                        | 351.470          | низший средний и низший                  |
| Северная зона              | XXII                             | Аншиета                           | Аншиета, Гуадалупи, Парке-Аншиета, Рикарду-ди-Албукерки | 117.543          | низший средний и низший                  |
| Северная зона              | XXV                              | Павуна                            | Акари, Баррос Фильо, Коэльо Нето, Коста Баррос, Парке Колумбия, Павуна | 108.880          | низший средний и низший                  |
| Северная зона              | XXVIII                           | Жакарезинью                       | Жакарезинью | 33.829           | низкий                                   |
| Северная зона              | IXXX                             | Комплексу-ду-Алеман               | Комплексу-ду-Алеман | 64.715           | низкий                                   |
| Северная зона              | XXX                              | Маре                              | 13 фавел, образующих Маре | 129.909          | низкий                                   |
| Северная зона              | XXXI                             | Вигариу-Жерал                     | Кордовил, Жардин-Америка, Парада-де-Лукас, Вигариу-Жерал | 125.431          | низший средний и низший                  |
| Западная зона              | XVII                             | Гранди-Бангу                      | Бангу, Жерисино, Падре-Мигель, Сантисимо и Сенадор-Камара | 488.645          | низший средний и низший                  |
| Западная зона              | XVII                             | Кампу-Гранди                      | Кампо-Гранди, Космос и Иньоаиба, Сенадор-Васконселус | 546.482          | средний, низший средний и низший         |
| Западная зона              | XIX                              | Санта-Крус                        | Пасиенсия, Санта-Крус и Сепетиба | 385.682          | низший средний и низший                  |
| Западная зона              | XXVI                             | Гуаратиба                         | Гуаратиба, Бара-ди-Гуаратиба и Педра-ди-Гуаратиба | 158.867          | средний, низший средний и низший         |
| Западная зона              | XXXII                            | Реаленго                          | Деодору, Магальяйнс-Бастус, Реаленгу, Жардин-Сулакап и Вила-Милитар | 339.278          | низший средний и низший                  |